# شهرستان موریل (نبراسکا)
شهرستان موریل، نبراسکا (به انگلیسی: Morrill County, Nebraska) یک سکونتگاه مسکونی در ایالات متحده آمریکا است که در نبراسکا واقع شده‌است.

## خصوصیات
شهرستان موریل ۳٬۷۰۳٫۷ کیلومترمربع مساحت دارد.